# Hara minuscula
Hara minuscula är en fiskart som beskrevs av Ng och Maurice Kottelat 2007. Hara minuscula ingår i släktet Hara och familjen Erethistidae. IUCN kategoriserar arten globalt som livskraftig. Inga underarter finns listade i Catalogue of Life.